# جف دوک
جفری ارنست دوک (انگلیسی: Geoffrey Ernest Duke؛ زادهٔ ۲۹ مارس ۱۹۲۳ در سنت هلنز، لانکاشایر، درگذشتهٔ ۱ مهٔ ۲۰۱۵ در جزیره من) قهرمان مسابقات جایزه بزرگ موتورسواری و رانندهٔ مسابقات اتومبیل‌رانی اهل بریتانیا بود که در سال ۱۹۶۱ در یک گراند پری از مسابقات جهانی فرمول یک شرکت کرد، اما موفق به کسب هیچ امتیازی نشد.
دوک در ۱ مهٔ ۲۰۱۵ پس از تحمل یک دوره بیماری در جزیره من درگذشت.